# Robòtica evolutiva
La robòtica evolutiva és una àrea de la robòtica autònoma en què es desenvolupen els controladors dels robots mitjançant l'evolució a utilitzar algorismes genètics. Habitualment es evolucionen xarxes neuronals, ja que se segueix el referent biològic i simplifica el disseny i la representació en l'algorisme genètic. La robòtica evolutiva té diversos objectius, sovint simultanis. El punt de vista de l'enginyeria crea controladors de robots per fer tasques útils en el món real. La Biologia i altres ciències del que viu obtenen simulacions que reprodueixen fenòmens des fisiològics fins ecològics. La filosofia de la ciència pot analitzar sistemes amb valor epistèmic.
La fundació de la RE està relacionada amb treballs al CNR de Roma en els 90, però la idea inicial de codificar el sistema de control d'un robot en un genoma i llur evolucionó, data de finals dels anys 80. Cliff, Harvey i Husbands de COGS a la Universitat de Sussex introduir el terme robòtica evolutiva l'any 1993. El 1992 i 1993 dos equips, Floreano i Mondada a la EPFL de la ciutat siussa de Lausanne i el grup de COGS informar dels primers experiments d'evolució artificial de robots autònoms. L'èxit inicial d'aquesta incipient investigació va llançar una gran activitat que intentava delimitar el potencial d'aquesta aproximació al problema. Darrerament, la dificultat de creixement de la complexitat de les tasques, igual que en l'aproximació simbòlica, ha orientat l'atenció al costat teòric de la disciplina abandonant el punt de vista de l'enginyeria.